# Soboty

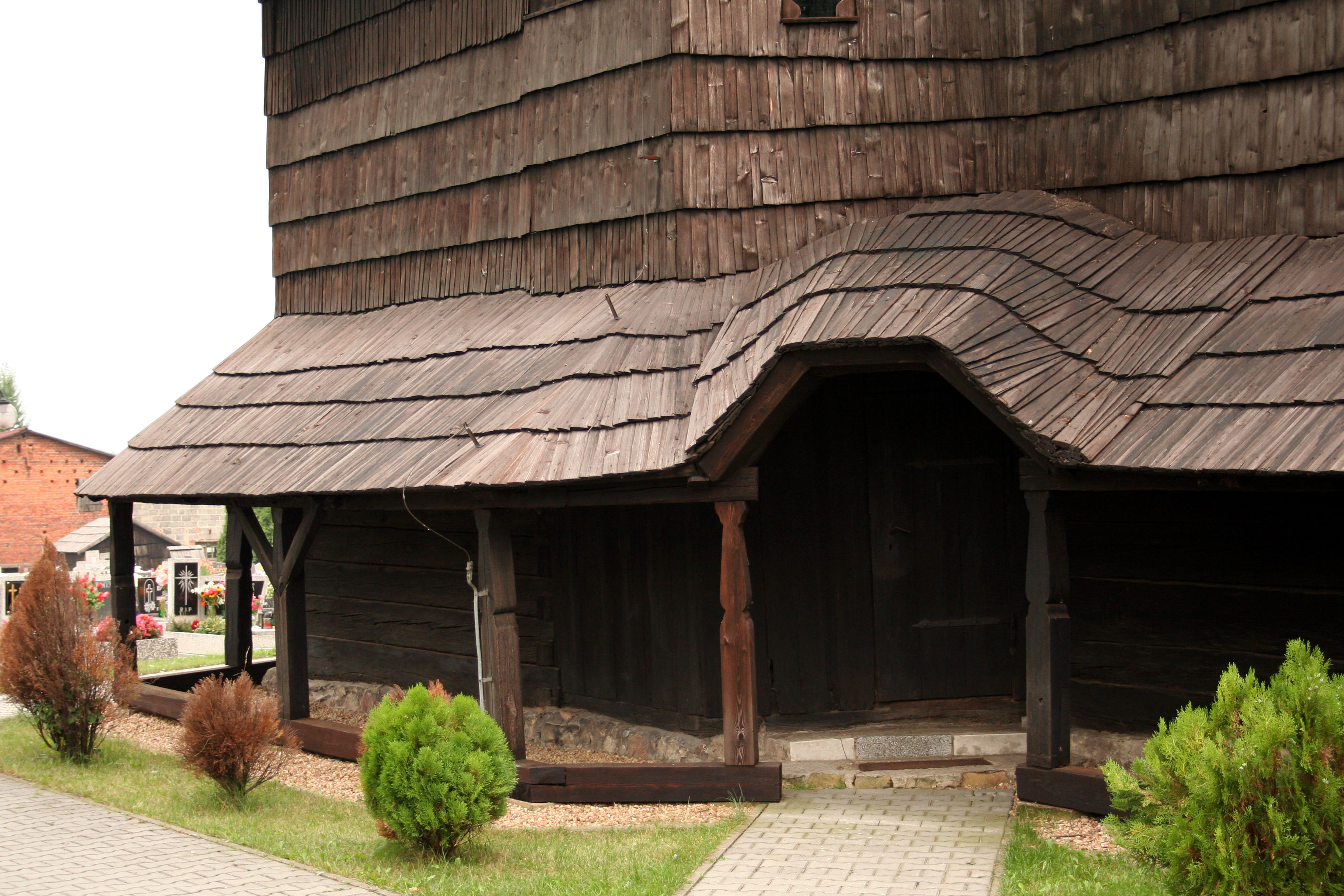
Soboty przy kościele św. Marcina w Cieszowej

Soboty – niskie podcienia wsparte na słupach i przykryte jednospadowym dachem, otaczające drewniane kościółki lub cerkwie, na całym lub części ich obwodu, mające konstrukcję słupową, a w dolnej części zazwyczaj odeskowane lub odgrodzone balustradą.
Występują na Podhalu, Górnym Śląsku, w Wielkopolsce, Małopolsce, na Łemkowszczyźnie, Bojkowszczyźnie, Huculszczyźnie i na Morawach.
Soboty wykształciły się z początkowo niezbyt wydatnych zadaszeń, mających za zadanie ochronę podwaliny – newralgicznego elementu każdej budowli drewnianej – przed zamakaniem od wód opadowych. Z czasem szalowane deskami przyczyniały się do ocieplenia budynku, pełniąc jednocześnie rolę doraźnych schowków i magazynów na kościelne utensylia.
Nazwa „soboty” nawiązuje do dawnej praktyki wiernych, którzy przybywali na nabożeństwa niedzielne często ze znacznych odległości dzień wcześniej (czyli w sobotę) i oczekiwali do rana, gromadząc się wokół kościoła – soboty dawały im schronienie przed opadami deszczu, wiatrem itp. Ta funkcja sobót, wymagająca podcieni odpowiednio wysokich i obszernych, w rzeczywistości pojawiła się dosyć późno, zapewne dopiero w XVII w., w pierwszym rzędzie przy sanktuariach pielgrzymkowych. Z czasem dobudowywane do kościołów skupiały część wiernych niemieszczących się we wnętrzu świątyni w czasie mszy św. lub też były przystosowywane np. do odprawiania nabożeństwa drogi krzyżowej.
Przykładowe budowle z sobotami:
- Kościół z Bączala Dolnego
- Kościół św. Marcina w Grywałdzie
- Kościół św. Barbary w Bielsku-Białej
- Kościół Wniebowzięcia NMP w Haczowie
- Kościół św. Michała Archanioła w Dębnie
- Sanktuarium „Maria Śnieżna” na Iglicznej
- Kościół św. Marcina w Cieszowej
- Kościół św. Jana Chrzciciela w Poniszowicach
- Kościół Świętego Krzyża na Obidowej w Chabówce
- Kościół Podwyższenia Krzyża Świętego w Wełnie
- Kościół św. Marcina w Zawadzie